# Peake-Jones Rock
Der Peake-Jones Rock ist eine 18 m hohe und bohnenförmige Klippe vor der Mawson-Küste des ostantarktischen Mac-Robertson-Lands. Er liegt 3 km nordöstlich des Ring Rock in der Holme Bay.
Norwegische Kartografen kartierten den Felsen anhand von Luftaufnahmen, die bei der Lars-Christensen-Expedition 1936/37 entstanden. Das Antarctic Names Committee of Australia (ANCA) benannte ihn nach Kenneth Peake-Jones, Wetterbeobachter auf der Mawson-Station im Jahr 1959.